# Yoshio Taniguchi
Yoshio Taniguchi (谷口 吉生, Taniguchi Yoshio) (Tokyo, 17 ottobre 1937 – 16 dicembre 2024) è stato un architetto giapponese, noto per la sua riprogettazione del Museum of Modern Art di New York.

## Biografia
Sin da piccolo entra in contatto con l’architettura, sia tradizionale che moderna, grazie all'influenza del padre, Yoshiro Taniguchi (1904-1979), un famoso architetto giapponese. Sceglie inizialmente la strada dell’ingegneria meccanica all'Università Keio, dove si laurea nel 1960, per poi iscriversi alla Graduate School of Design di Harvard negli Stati Uniti. Durante gli studi americani subisce l'influenza di Le Corbusier, che in quegli anni realizza il Carpenter Center for the Visual Arts ad Harvard. Tra i suoi insegnanti ci sono Walter Gropius e Michael McKinnell. Quest'ultimo influenzerà molti dei suoi primi lavori, tra cui un progetto di urbanizzazione intorno a una vecchia monorotaia a Boston.
Dal 1964 al 1972 lavora nello studio di uno dei più importanti architetti giapponesi dell’epoca, Kenzo Tange. Prima di aprire un suo studio personale a Tokyo, il Taniguchi and Associates, insegna architettura all'Università di Città del Capo, in Sud Africa, e all'Università della California, a Los Angeles. Nel 1978 realizza la sua prima opera importante: lo Shiseido Art Museum a Kakegawa, dove riprende elementi del Carpenter Center di Le Corbusier e dello stadio olimpico Yoyogi del suo maestro giapponese Tange.
Grazie al fotografo Ken Domon, che nel 1983 gli commissiona la realizzazione del suo museo personale a Sakata nella prefettura di Yamagata, il lavoro di Taniguchi ottiene molta visibilità; iniziano a essergli commissionati altri lavori simili, che contribuiranno ad annoverarlo fra gli specialisti del settore della progettazione di musei. Nell'ultimo decennio del XX secolo realizza in Giappone il Marugame Genichiro-Inokuma Museum of Contemporary Art (MIMOCA, 1991), il Toyota Municipal Museum of Art (1995) e la Gallery of Horyuji Treasures del Museo Nazionale di Tokyo (1999). La sua opera più famosa è l’ampliamento del MoMa di New York, nel 1997, primo lavoro realizzato all’estero dai tempi del diploma ad Harvard. Taniguchi vince il concorso per la realizzazione di quest'opera battendo nove architetti di fama internazionale, tra cui l’olandese Rem Koolhaas e gli svizzeri Herzog & De Meuron e Bernard Tschumi.

## Opere
| nome tradotto                                                       | nome originale | data | luogo                                       |
| ------------------------------------------------------------------- | --- | ---- | ------------------------------------------- |
| Casa nella Valle della Neve                                         | 雪ケ谷の住宅 (Yukiketani no Jūtaku)                                                                                     | 1975 | Distretto di Ōta, Tokyo (GIA)               |
| Cassa di Risparmio Fukui, filiale di Narita                         | 福井相互銀行成和支店 (Fukui Sōgoginkō, Narita Shiten)                                                                   | 1976 | Fukui, Prefettura di Fukui (GIA)            |
| Biblioteca Tamagawa della città di Kanazawa                         | 金沢市立玉川図書館 (Kanazawashiritsu Tamagawa Toshokan)                                                                 | 1978 | Kanazawa, Prefettura di Ishikawa (GIA)      |
| Shiseido Art House                                                  | 資生堂アートハウス (Shiseidō Āto Hausu)                                                                                 | 1978 | Kakegawa, Prefettura di Shizuoka (GIA)      |
| Campus Village Kitashiobara · Community Center                      | 北塩原村役場・コミュニティセンター (Kitashiobara Murayakuba - Komyuniti Sentā)                                          | 1979 | Kitashiobara, Prefettura di Fukushima (GIA) |
| Biblioteca centrale della città di Akita Meitokukan                 | 秋田市立中央図書館明徳館 (Akita Shiritsu Chūō Toshokan Meitokukan)                                                      | 1983 | Akita, Prefettura di Akita (GIA)            |
| Kiyoharu Shirakaba Museum of Art                                    | 清春白樺美術館 (Kiyoharu Shirakaba Bijutsukan)                                                                          | 1983 | Hokuto, Prefettura di Yamanashi (GIA)       |
| Ken Domon Museum of Photography                                     | 土門拳記念館 (Domon Ken Kinenkan)                                                                                       | 1983 | Sakata, Prefettura di Yamagata (GIA)        |
| Hotel APPI Grand Main                                               | ホテル安比グランド (Hoteru Appi Gurando)                                                                                | 1985 | Hachimantaira, Prefettura di Iwate (GIA)    |
| Memoriale di Georges Rouault                                        | ジョルジュ・ルオー記念館 (Joruju Ruō Kinenkan)                                                                          | 1986 | Hokuto, Prefettura di Yamanashi (GIA)       |
| Scuola Elementare privata dell'università di Keio, Nuovo Gymnasium  | 慶應義塾幼稚舎 新体育館 (Keiō Gijuku Yōchisha, Shin Taiikukan)                                                          | 1987 | Distretto di Minato, Tokyo (GIA)            |
| Tokyo Sea Life Park                                                 | 東京都葛西臨海水族園 (Tōkyō-to Kasai Rinkaisuizokuen)                                                                   | 1989 | Distretto di Edogawa, Tokyo (GIA)           |
| Nagano Prefectural Shinano Art Museum, Higashiyama Kaii Gallery     | 長野県信濃美術館・東山魁夷館 (Naganoken Shinano Bijutsukan, Higashiyama Kaiikan)                                        | 1990 | Nagano, Prefettura di Nagano (GIA)          |
| Palestra Commemorativa Nazionale della Città di Sakata              | 酒田市国体記念体育館 (Sakatashi Kokutai Kinen Taiikukan)                                                                | 1991 | Sakata, Prefettura di Yamagata (GIA)        |
| Centro tecnico giapponese IBM Makuhari                              | 日本IBM幕張テクニカルセンター (Nihon Aibīemu Makuhari Tekunikarusentā)                                                  | 1991 | Distretto di Mihama, Chiba (GIA)            |
| Marugame Genichiro-Inokuma Museum of Contemporary Art               | 丸亀市猪熊弦一郎現代美術館・丸亀市立図書館 (Marukameshi Inokuma Gen'ichirō Gendai Bijutsukan Marugameshiritsu Toshokan) | 1991 | Marukame, Prefettura di Kagawa (GIA)        |
| Keio Shonan-Fujisawa Junior and Senior High School                  | 慶應義塾湘南藤沢中等部・高等部 (Keiōgijuku Shōnanfujisawa Chūtōbu Kōtōbu)                                               | 1992 | Fujisawa, Prefettura di Kanagawa (GIA)      |
| Tokyo Waterside Line Kasai Seaside Park Waterboat Waiting Room      | 葛西臨海公園水上バス待合所 (Kasai Rinkaikōen Minakami Basu Machiaisho)                                                  | 1993 | Distretto di Edogawa, Tokyo (GIA)           |
| Museo d'arte della città di Toyota                                  | 豊田市美術館 (Toyotashi Bijutsukan)                                                                                     | 1995 | Toyota, Prefettura di Aichi (GIA)           |
| Casa di Riposo Osservatorio di Kasai Rinkai Park Observation Square | 葛西臨海公園展望広場レストハウス (Kasai Rinkaikōen Tenbō Hiroba Resutohausu)                                            | 1995 | Distretto di Edogawa, Tokyo (GIA)           |
| Tsukuba Capio                                                       | つくばカピオ (Tsukuba Kapio)                                                                                            | 1996 | Tsukuba, Prefettura di Ibaraki (GIA)        |
| Casa del Tè Shōin-tei della città di Hamamatsu                      | 浜松市茶屋 松韻亭 (Hamamatsushi Chaya Shōin-tei)                                                                        | 1997 | Hamamatsu, Prefettura di Shizuoka (GIA)     |
| Tokyo National Museum Horyuji Treasure Hall                         | 東京国立博物館 法隆寺宝物館 (Tōkyōkokuritsuhakubutsukan Hōryūji Takaramonokan)                                          | 1999 | Distretto di Taitō, Tokyo (GIA)             |
| Lumbini Kindergarten                                                | ルンビニー幼稚園 (Runbinī Yōchien)                                                                                      | 1999 | Distretto di Katsushika, Tokyo (GIA)        |
| Keio University Kindergarten New Center 21                          | 慶應義塾幼稚舎 新館21 (Keiōgijuku Yōchisha Shinkan 21)                                                                  | 2002 | Distretto di Minato, Tokyo (GIA)            |
| Hiroshima Naka Incineration Plant                                   | 広島市環境局中工場 (Hiroshimashi Kankyōkyokuchū Kōjō)                                                                   | 2004 | Hiroshima, prefettura di Hiroshima (GIA)    |
| Kagawa Kenritsu Higashiyamakaiisetochi Museum                       | 香川県立東山魁夷せとうち美術館 (Kagawa Kenritsu Higashiyama Kaiisetōchibijutsukan)                                      | 2004 | Sakaide, Prefettura di Kagawa (GIA)         |
| Museum of Modern Art di New York                                    | ニューヨーク近代美術館 新館 (Nyūyōku Kindaibijutsukan Shinkan)                                                          | 2004 | New York City, Stato di New York (USA)      |
| The Tokyo Club                                                      | 東京倶楽部 (Tōkyō Kurabu)                                                                                               | 2005 | Distretto di Minato, Tokyo (GIA)            |
| Porta meridionale del Museo Nazionale di Kyoto                      | 京都国立博物館 南門 (Kyōtokokuritsuhakubutsukan Minamimon)                                                              | 2007 | Distretto di Higashiyama, Kyoto (GIA)       |
| Edificio del Forum                                                  | フォーラムビルディング (Fōramu Birudingu)                                                                               | 2009 | Distretto di Minato, Tokyo (GIA)            |
| Istituto Novartis                                                   | ノバルティス研究所 (Nobarutisu Kenkyūjo)                                                                                | 2010 | Basilea, Svizzera (CH)                      |
| D.T. Suzuki Museum                                                  | 鈴木大拙館 (Suzuki Taisetsukan)                                                                                         | 2011 | Kanazawa, Prefettura di Ishikawa (GIA)      |
| Asia Society Texas Center                                           | アジア協会テキサスセンター (Ajia Kyōkai Tekisasu Sentā)                                                                 | 2012 | Huston, Stato del Texas (USA)               |
| Katayamazu Onsen Soyu Public Bathhouse                              | 加賀片山津温泉 街湯 (Kaga Katayamadzuonsen Gaiyu)                                                                       | 2012 | Kaga, Prefettura di Ishikawa (GIA)          |
| Heisei Informatics Centre del Museo Nazionale di Kyoto              | 京都国立博物館 平成知新館                                                                                               | 2014 | Distretto di Higashiyama, Kyoto (GIA)       |
| GINZA SIX                                                           | GINZA SIX | 2017 | Distretto Centrale, Tokyo (GIA)             |

## Stile

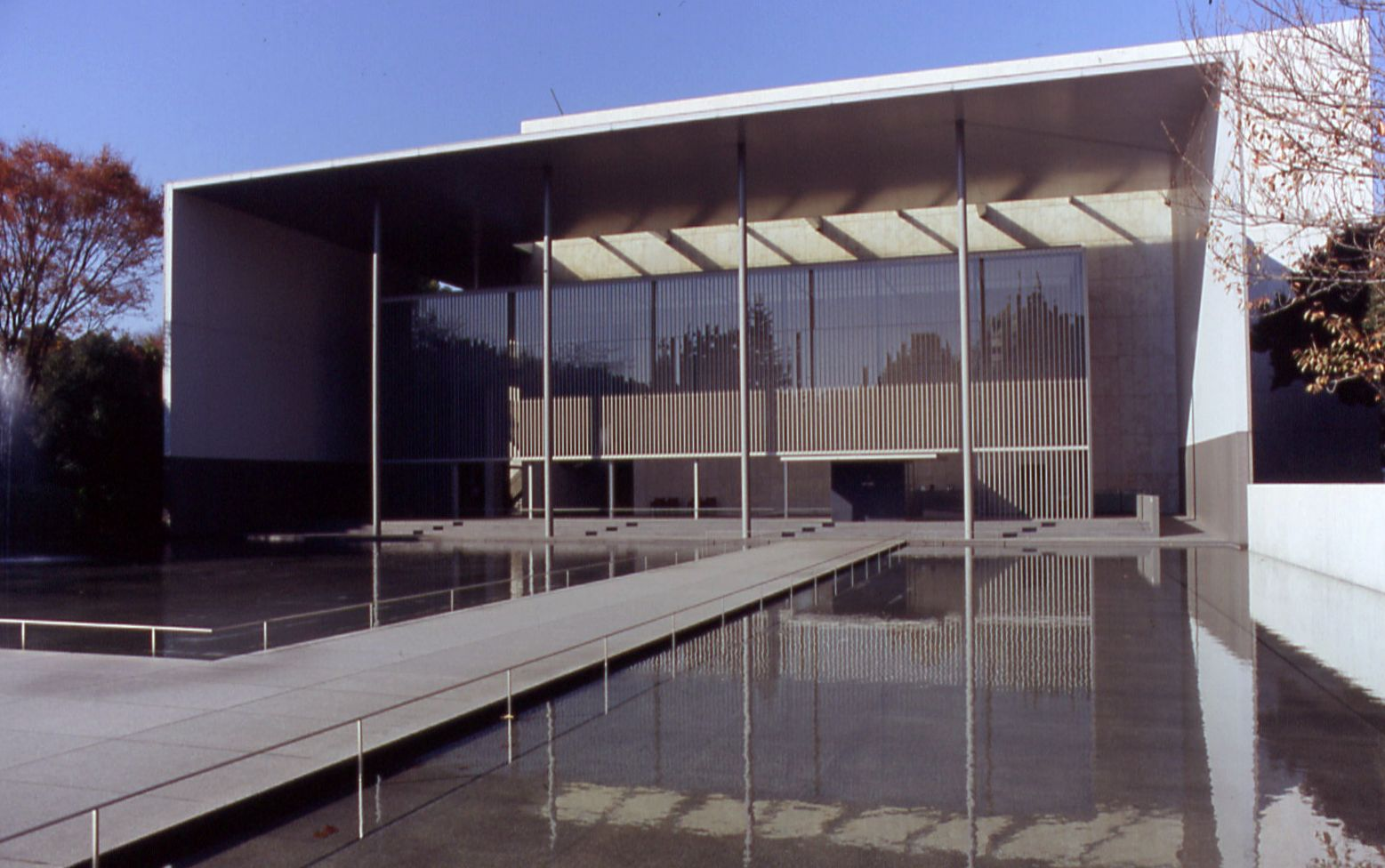
Taniguchi-TNM-Horyuji

Gli studi negli Stati Uniti permisero a Taniguchi di confrontare due punti di vista completamente differenti. Mentre l'architettura giapponese era fondata sul "design in funzione della struttura", la scuola americana metteva al primo posto l'aspetto visivo dell'opera, anche a discapito della sua funzionalità. In quegli anni il modello di riferimento era Le Corbusier, maestro dell'architettura moderna occidentale, da cui Taniguchi apprese i famosi cinque punti della nuova architettura: i pilotis, i tetti-giardino, la pianta libera, la finestra a nastro e la facciata libera. Tornato in Giappone, Taniguchi raffinò la sua conoscenza anche in campo pratico con Kenzo Tange, famoso per la sua capacità di combinare il modernismo occidentale con la tradizione nipponica.
Taniguchi riteneva che l'edificio fosse solo una parte complementare dell'opera, e che senza gli oggetti al suo interno esso non avrebbe avuto lo stesso valore. Un esempio di questa filosofia è il MoMa di New York, anche chiamato "White Box", in cui lo stile architettonico dell'edificio si confonde armonicamente con le opere contenute al suo interno, senza creare uno sbilanciamento tra architettura e arte.

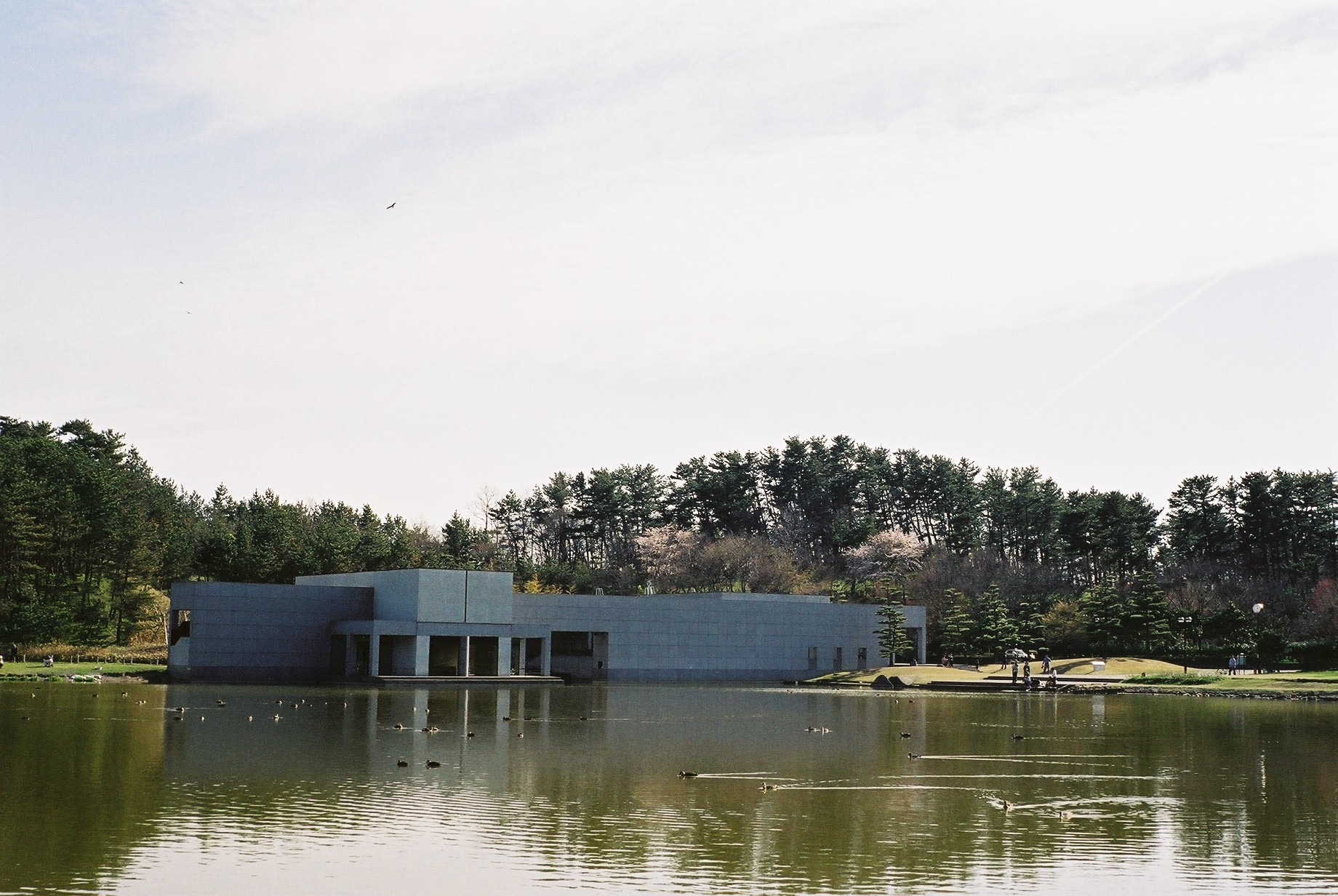
Ken Domon Museum of Photography - panoramio

Una delle caratteristiche dello stile di Taniguchi è l'utilizzazione dell'aria e la costruzione di grandi spazi che conferiscono un aspetto monumentale all'opera. Il fine non è solo quello di permettere il passaggio e la sosta di più persone nei limiti consentiti, ma anche di creare uno spazio piacevole e arieggiato, e di offrire ai visitatori un ambiente ricco di esperienze sensoriali. Nelle sue opere, come ad esempio il MoMa, si trovano presenti molto spesso grandi porticati e hall d'ingresso. La sensazione di spazio esterno è data anche da elementi tipici del paesaggio giapponese, come l'acqua e i giardini, che nelle opere dell'architetto creano una sensazione di calma e meditazione a livello psicologico, mentre realizzano giochi di luci e contrasti a livello estetico. Un altro elemento presente nelle sue opere è la fusione dello stile giapponese con quello occidentale, ottenuta attraverso il contrasto tra le simmetrie tipiche occidentali e le asimmetrie orientali, come nell'Horyuji Treasure Hall, dove Taniguchi gioca con la prospettiva attraverso uno specchio d'acqua. Anche le dimensioni svolgono un loro ruolo: Taniguchi incorpora spesso elementi tipici giapponesi di piccole dimensioni, usando il legno come materia prima, in costruzioni più grandi di stampo occidentale. L'utilizzo del vetro opacizzato, infine, mette insieme la modernità occidentale del vetro da costruzione con la tradizione giapponese delle porte scorrevoli di carta dette shoji.

## Riprogettazione del Museum of Modern Art
L'8 dicembre 1997 Taniguchi viene scelto come architetto incaricato dell'ampliamento e rinnovamento del museo d'arte moderna di New York dal direttore del comitato della sezione di architettura del MoMa. La riprogettazione è stata pensata per rendere il complesso di edifici già esistenti un'unica unità, oltre ad aumentare lo spazio per l'esposizione della collezione permanente e delle collezioni speciali.

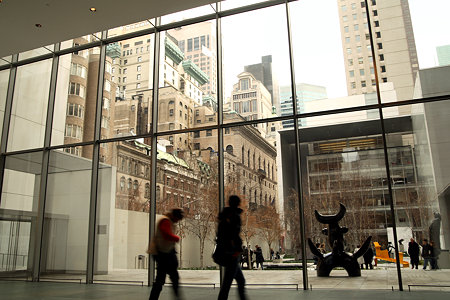
NY MoMA 01

Al museo viene riconosciuto grande valore in quanto incarna gli ideali architettonici e urbanistici di Taniguchi, specialmente il suo inserimento nel contesto urbano, dato dalla fusione di vetro e acciaio, tipici dei grattacieli di Manhattan, dove l'edificio si trova. Ciò garantisce un effetto camaleontico. L'atrio centrale è stato contestato da diversi architetti contemporanei per le sue mastodontiche dimensioni. La risposta di Taniguchi alle critiche si riferisce ancora una volta alla precedenza che la funzionalità dell'edificio debba avere rispetto al suo design, giustificando la grandezza della hall per motivi di sicurezza e di vivibilità, dato l'ingente numero di visitatori del museo. Lo spazio è allestito da balconi e corridoi che si affacciano al centro creando un effetto di raccoglimento, dando l'impressione di trovarsi in una piazza pubblica.
Le modifiche apportate da Taniguchi sono significative e vanno a toccare elementi già presenti nel museo come l'Abby Aldrich Rockefeller Sculpture Garden, la facciata di Goodwin e Stone, la scalinata "Bauhaus" e la Cesar Pelli Museum Tower. Lo Sculpture Garden viene ampliato rispetto al suo progetto originale del 1984, la facciata di Goodwin e Stone viene ristrutturata per essere adibita a ingresso del Film and Video Center, la scalinata diventa un collegamento tra le gallerie dei dipartimenti e la Cesar Pelli Tower viene ulteriormente inserita nell'ambiente urbano. Taniguchi si occupa specialmente dell'inserimento urbano del museo nell'ambiente di Manhattan, mantenendo la facciata sulla cinquantatreesima strada e intervenendo invece sulla facciata nord della cinquantaquattresima strada. Attorno alla Cesar Pelli Tower viene aggiunto un atrio che permette la visione dell'edificio per intero non solo dal giardino, unendo lo Sculpture Garden a est con l'atrio a ovest e rendendo la costruzione un elemento unico. Nell'edificio di Goodwin e Stone, adibito alla mostra delle collezioni dalle più storiche alle più recenti, Taniguchi inverte l'ordine di esposizione, mettendo le collezioni moderne ai piani inferiori e quelle più antiche ai piani superiori, focalizzando la concentrazione dei visitatori all'arte moderna, ovvero l'attrazione principale del museo.

## Premi e riconoscimenti
- 1984: Architectural Institute of Japan Award (per la Shiseidō Āto Hausu, 資生堂アートハウス, Shiseido Art House)
- 1984: 56º Yoshida Award (per il Domon Ken Kinenkan, 土門拳記念館, Ken Domon Museum of Photography)
- 1987: Japan Art Institute Award (per il Domon Ken Kinenkan, 土門拳記念館, Ken Domon Museum of Photography)
- 1987: premio Mainichi delle Arti (per il Tōkyō-to Kasai Rinkaisuizokuen, 東京都葛西臨海水族園, Tokyo Sea Life Park)
- 1994: premio Togo Murano 丸亀市猪熊弦一郎現代美術館・丸亀市立図書館 (per il Marukameshi Inokuma Gen'ichirō Gendai Bijutsukan Marugameshiritsu Toshokan, 丸亀市猪熊弦一郎現代美術館・丸亀市立図書館, Marugame Genichiro-Inokuma Museum of Contemporary Art)
- 1996: membro onorario dell'American Institute of Architects
- 2001: Architectural Institute of Japan Award (per il Tōkyōkokuritsuhakubutsukan Hōryūji Takaramonokan, 東京国立博物館 法隆寺宝物館, Tokyo National Museum Horyuji Treasure Hall)
- 2005: premio mondiale per la cultura in memoria di Sua Maestà Imperiale il principe Takamatsu
- 2008: membro del Japan Art Institute
- 2011: membro dell'Ordine del Sol Levante
- 2016: premio Piranesi - Prix de Rome alla carriera[14]